# Системное тестирование
Систе́мное тести́рование програ́ммного обеспе́чения — это тестирование программного обеспечения (ПО), выполняемое на полной, интегрированной системе, с целью проверки соответствия системы исходным требованиям. Системное тестирование относится к методам тестирования чёрного ящика, и, тем самым, не требует знаний о внутреннем устройстве системы.
Альфа-тестирование и бета-тестирование являются подкатегориями системного тестирования.

## Типы системных тестов
- Функциональное тестирование
- Тестирование пользовательского интерфейса
- Юзабилити-тестирование
- Тестирование совместимости
- Тестирование на основе модели
- Тестирование безопасности
- Тестирование производительности
- Регрессионное тестирование
- Автоматическое тестирование
- Интеграционное тестирование